# Francesco Borgia Sedej
Francesco Borgia Sedej (Circhina, 10 ottobre 1854 – Gorizia, 28 novembre 1931) è stato un arcivescovo cattolico austro-ungarico.

## Biografia
Nacque a Circhina, centro montano prossimo al limite orientale della Contea Principesca di Gorizia e Gradisca, oggi in Slovenia, il 10 ottobre 1854, giorno di San Francesco Borgia, da cui prese il nome.
Nel 1863, a Gorizia, frequentò la scuola di preparazione al ginnasio. Fu principe arcivescovo di Gorizia dal 21 febbraio 1906 al 23 ottobre 1931. Dopo le dimissioni da arcivescovo di Gorizia fu nominato arcivescovo titolare di Egina. Morì a Gorizia il 28 novembre 1931.

## La formazione sacerdotale

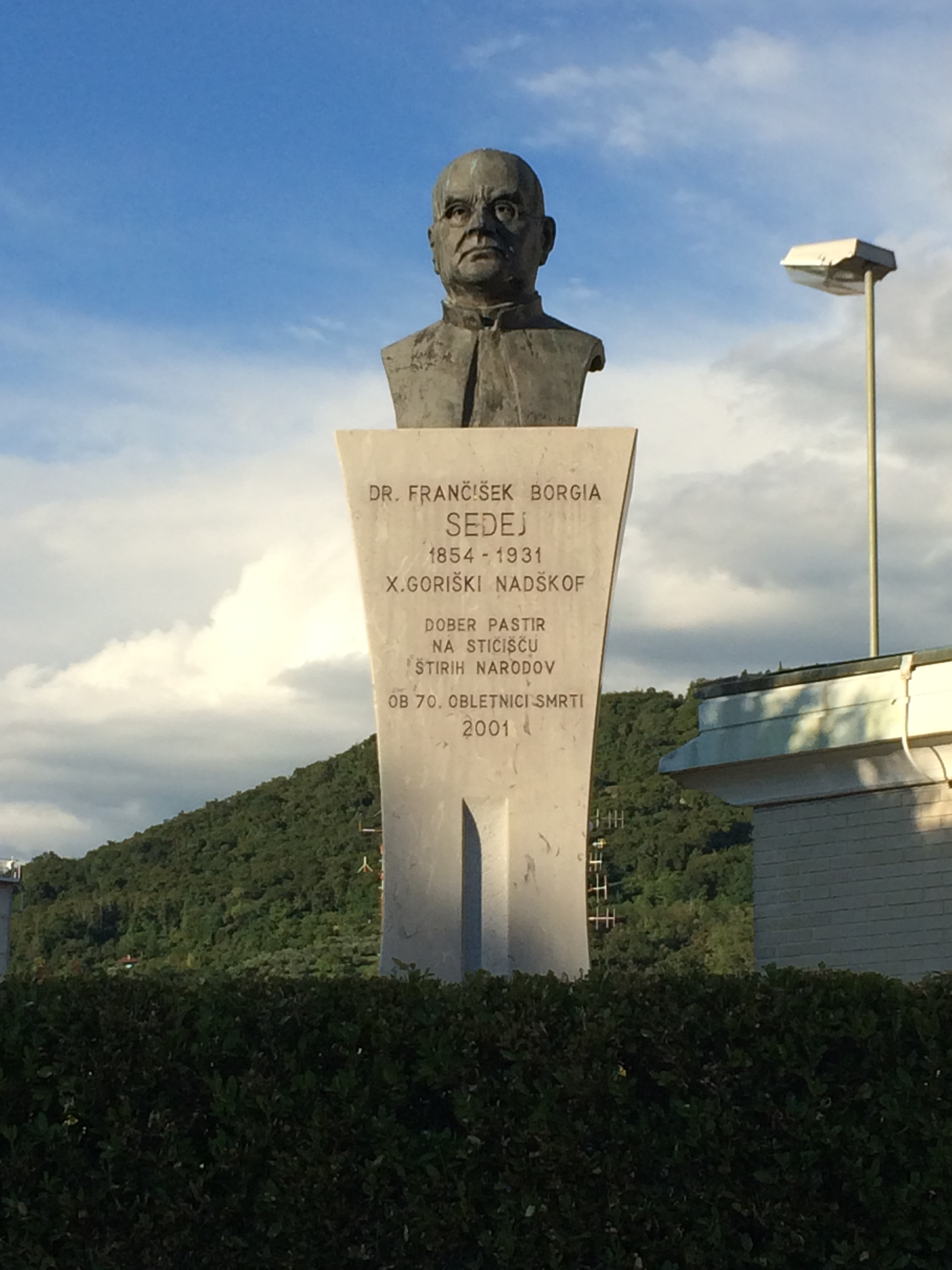
Busto dell'arcivescovo di fronte alla Cattedrale di Nova Gorica

- Lo zio materno lo indirizzò al sacerdozio nel 1866; entrò così nel ginnasio tedesco di Gorizia e venne ammesso al Seminario Minore.
- Nel 1873 entrò nel Seminario Maggiore.
- Nel 1877 divenne sacerdote per mano dell'arcivescovo Andreas Gollmayr, che gli fece intraprendere l'esperienza di cappellano proprio nel suo paese di origine.
- Nel 1878 riuscì ad ottenere l'ambito posto nell'Augustineum, dove si laureò nel 1884.
- Divenne prima cappellano degli sloveni a Sant'Ignazio, poi catechista delle Madri Misericordiose Orsoline e Prefetto della biblioteca del seminario.
- A Vienna per nove anni ricoprì la carica di cappellano dell'Augustinianum e quella di direttore degli studi del Frintaneum. Ebbe la possibilità di viaggiare attraverso l'Europa e di continuare gli studi di lingue orientali che aveva iniziato a Vienna.

## Gli anni goriziani
- Nel settembre del 1898 l'arcivescovo Giacomo Missia lo richiamò in diocesi e gli affidò la cattedrale di Gorizia e il titolo di teologo del Capitolo.
- A Gorizia continuò la sua opera d'insegnamento presso le scuole slovene e in seminario.
- Il 20 gennaio 1906 venne scelto dall'imperatore quale nuovo principe arcivescovo di Gorizia.
- Il 21 febbraio venne confermato.
- Il 25 marzo successivo fu consacrato arcivescovo, proprio nella cattedrale dove aveva esercitato le funzioni di parroco.
- Il 4 dicembre fondò la Società per la conservazione della basilica di Aquileia.
- Nel 1909 vennero alla luce i mosaici teodoriani dell'aula nord della basilica di Aquileia.
- Il 2 dicembre 1911 benedisse solennemente la prima pietra della nuova chiesa dedicata al Sacro Cuore a Gorizia.
- Il 6 ottobre 1912 benedisse il nuovo seminario minore.
- Il 26 luglio 1915 dovette lasciare la città capoluogo a causa dei feroci combattimenti tra italiani e austriaci; vi farà ritorno solo nel marzo del 1918.

## Gli anni del fascismo
- 11 febbraio 1929 - In seguito alla firma dei Patti Lateranensi, l'italianizzazione si diffuse anche nel campo ecclesiastico, già di stretta obbedienza asburgica e anti-italiana secondo una prassi invalsa nel 1848-1849 e ufficialmente confermata come programma politico di germanizzazione o slavizzazione delle terre italiane come da espresso ordine imperiale in data 12 novembre 1866. L'arcivescovo Sedej, contrario alle politiche di "snazionalizzazione" di sloveni e croati, fu costantemente messo sotto pressione dal regime fino all'epilogo del 23 ottobre 1931 quando fu rimosso (aveva ormai 77 anni) e solo un mese più tardi, il 28 novembre, morì improvvisamente a Gorizia.

## Genealogia episcopale e successione apostolica
La genealogia episcopale è:
- Cardinale Scipione Rebiba
- Cardinale Giulio Antonio Santori
- Cardinale Girolamo Bernerio, O.P.
- Arcivescovo Galeazzo Sanvitale
- Cardinale Ludovico Ludovisi
- Cardinale Luigi Caetani
- Cardinale Ulderico Carpegna
- Cardinale Paluzzo Paluzzi Altieri degli Albertoni
- Papa Benedetto XIII
- Papa Benedetto XIV
- Papa Clemente XIII
- Cardinale Marcantonio Colonna
- Cardinale Giacinto Sigismondo Gerdil, B.
- Cardinale Giulio Maria della Somaglia
- Cardinale Carlo Odescalchi, S.I.
- Cardinale Costantino Patrizi Naro
- Cardinale Lucido Maria Parocchi
- Cardinale Emidio Taliani
- Vescovo Laurentius Mayer
- Arcivescovo Francesco Borgia Sedej

La successione apostolica è:
- Vescovo Trifone Pederzolli (1913)
- Arcivescovo Luigi Fogar (1923)